# クラマトルシク地区
クラマトルシク地区 (ウクライナ語: Краматорський район、ロシア語: Краматорский район) はウクライナのドネツィク州の地区（ラヨン）で、行政中心地はクラマトルスクである 。2020年7月にウクライナ内閣の行政区画改革によって承認され創設された。2021年時点での人口は553,559人（推定）。 